# C/A/T
C/A/T (ausgesprochen englisch cat) ist eine Elektro-Band des Film- und Toningenieurs Ben Arp, welcher auch der Gründer des Labels Crunch Pod ist. Gegründet wurde C/A/T 1998 und hat ihren Standort in Folsom, Kalifornien.

## Geschichte
Die erste Phase von C/A/T ging von 1998 bis Anfang 2008 und brachte 3 komplette Alben, 2 EPs, mehrere limitierte Auflagen und unzählige Compilations hervor.
Phase eins von C/A/T begann mit einer Serie von billigen CDR-Veröffentlichungen bei dem Label „Crunch Pod“ von 2001 bis 2004. Diese frühe Periode von C/A/T kennzeichneten raue und experimentelle Ansätze zur elektronischen Musik und Live-Auftritten wurden allein durch Crunch Pod und C/A/T Gründer Ben Arp organisiert.
Die erste bemerkenswerte Veröffentlichung von C/A/T während Phase eins war die EP „Worldwide Totalitarian Control“, welche sich von dem experimentellen Stil der vorherigen Aufzeichnungen entfernte und sich Thematisch mit Politik und Verschwörungstheorien beschäftigte. Der WTC EP folgte Mitte 2005 das erste richtige C/A/T Album „The Prisoner“. Den Namen erhielt es durch die gleichnamige britische TV-Serie (Nummer 6) und brachte die politischen Ideen der WTC EP einen Schritt weiter. Akustisch entwickelte sich die Musik mehr in Richtung beatlastiger elektronischer Musik und gewann an Struktur.
Die nächste große Veränderung war die Erweiterung um ein neues Live-Mitglied, Kat, im Sommer 2005. Kat blieb ein Live-Mitglied bis zum Ende von Phase eins am 10. Februar 2008. Das Hinzukommen von Kat brachte auch das nächste C/A/T-Album „The Rouge Pair“ Ende 2005 mit sich. „The Rogue Pair“ war durch einen deutlich harten Beat und Rhythm-’n’-Noise-Stil gekennzeichnet und enthielt acht Original-Lieder und Remixe von Endif, Caustic, Terrorfakt und Manufactura. Das Album kam gut an und die positiven Rückmeldungen öffneten C/A/T viele Türen zu Live-Auftritten in Nordamerika.
Am 6. Juni 2006 wurde die limitierte „ATF“ EP herausgebracht, welche die neuen Stücke „Smashed“ und „(We Make) Music To Piss You Off“ enthielten, außerdem einige alternative Versionen von vorherigem C/A/T Material und Remixen von Terrorfakt und Caustic. Im September 2006 nahm C/A/T das dritte Mitglied in die Live-Band auf, Malice von dem Band-Projekt Malice. Malice blieb in der Band bis Juni 2007 nach der Veröffentlichung des dritten Studio-Albums „Point Of No Return“.
„Point Of No Return“ war das letzte Studio-Album der ersten Phase von C/A/T, auf dem Arps Schreibstil eine deutliche Veränderung durchmachte. „PONR“ verband zum ersten Mal Gesang mit der Musik und baute die Struktur der Lieder weiter aus. Das Album war weitaus persönlicher und introspektiver als vorherige Veröffentlichungen. Bemerkenswerte Lieder sind „Parasite“, „Malice“ und „Dead To Me“.
Nach dem Rücktritt von Malice aus der Live-Band bildeten Arp und Kat die Basis der Live-Band und andere Künstler wurden, wenn nötig, mit eingebunden.
Die momentane Live-Aufstellung besteht aus Ben Arp und Erica Dunham (Unter Null, Stray).

## Diskografie

### Alben und EPs
Worldwide Totalitarian Control EP Crunch Pod (2004)
- The Prisoner Crunch Pod (2005)
- The Rogue Pair Crunch Pod (2005)
- ATF Crunch Pod (2006) -- limited to 666 copies
- Point Of No Return Crunch Pod (2007)
- The Great Crisis Crunch Pod (2008)
- At Peace EP Crunch Pod (2008)
- We Are Still Alive (2009)
- Music to Piss You Off (2011)[1]

### Sonderveröffentlichungen
- The Prisoner Limited Edition „Liturgy Mixes“ Crunch Pod (2005) - limited to 50 copies

### Auftritt ausgewählter Kompilationen
- Sorry auf „Depth Of Beyond“ (Troniks, 2000)
- Love Story auf „Infinity Paradox“ (Fusion Audio Recordings, 2000)
- The Five Year Plan auf „Battery Sentinel 2“ (Crunch Pod, 2000)
- Influx auf „Krach Test“ (Ad Noiseam, 2001)
- Dying Morality auf „Feedback Loop“ (Doppler Effect, 2001)
- Noizemaker auf „Dissonant Structures“ (Cranial Fracture Recordings, 2002)
- First Strike auf Dark Pathways Vol. 3 Variant Archive (Crunch Pod, 2003)
- Cleared Channel auf Das Bunker: Fifteen Minutes Into the Future (Das Bunker, 2004)
- Clonacion Epidemica (vs. H.I.V.+) auf „A.L.P.H.A.“ (Geska Records, 2005)
- Seditious Minds v.3 auf Distorted '05 (Distorted Music Festival, 2005)
- Liturgy Of The Free (ECC-1:18 Remix by Free Death) auf A Mere Invention Of The Idle Mind (Mechanismz / Crunch Pod, 2006)
- Smashed auf Endzeit Bunkertracks: Act II (Alfa Matrix, 2006)
- Seditious Minds (Remixed by Cacophony) auf „Materia Oscura“ (Sistinas, 2006)
- On The Beat auf „Bunker 54“ (Das Bunker / Mechanismz, 2007)
- You’re Dead To Me (Distorted Truth Mix) auf „Soviet Media Kompilation“ (Soviet Media Korporation, 2007)
- Critical auf „Materia Fria“ (Sistinas / Crunch Pod, 2007)

## Liste der Band-Mitglieder

### Studio
- Ben Arp (1998-heute) -- Gesang, Programmierung, Abmischung

### Live
- Ben Arp (1998-heute) -- Gesang, Programmierung
- Erica Dunham aka Unter Null (2008-present)
- Kat (2005–2008) -- Abmischenung, Qualitätskontrolle, Schlagzeug
- Glytch (2007) -- Keyboard
- Malice (2006–2007) - Schlagzeug
- Erica Dunham (2008-heute)